# Bas van der Kooij
Pour les articles homonymes, voir Kooij.
Bas van der Kooij, né le 16 novembre 1995 à Schiedam, est un coureur cycliste néerlandais.

## Biographie
En début d'année 2019, Bas van der Kooij s'impose au sprint sur la deuxième étape du Tour d'Antalya.

## Palmarès
- 2018
  - 3e du Fyen Rundt
  - 3e de la Flèche du port d'Anvers
- 2019
  - 2e étape du Tour d'Antalya
  - Flèche côtière
  - 2e du PWZ Zuidenveldtour
  - 2e du Circuit de Campine
  - 2e de la Flèche du port d'Anvers
  - 3e du Himmerland Rundt
  - 3e du Tour de Hollande-Septentrionale
  - 3e du championnat des Pays-Bas sur route

## Classements mondiaux
| Année                                 | 2017  | 2018 | 2019 | 2020  | 2021  |
| ------------------------------------- | ----- | ---- | ---- | ----- | ----- |
| Classement mondial                    | 2255e | 447e | 280e | 1070e | 1190e |
| UCI Europe Tour                       | 1482e | 252e | 227e | 831e  | 878e  |
|                                       |       |      |      |       |       |
| Légende : nc = non classéSource : UCI |       |      |      |       |       |